# ファルハド・マガメトフ
ファルハド・マガメトフ (ラテン文字:Farkhad Magametov, Farhad Magametov, Farkhod Magametov、ウズベク語: Фарход Магаметов、1962年1月11日 - ) は、ウズベキスタン出身の元プロサッカー選手である。

## 概要
現役時代のポジションはDF。サッカーウズベキスタン代表には1992年から1996年まで招集され、20試合に出場した。また、AFCアジアカップ1996にも出場している。
引退後はウズベキスタンサッカー連盟 (UFF) の連盟幹部へと転身、ウズベク・リーグのゼネラルディレクターなどを務めており、AFCやFIFAの会合にも出席している。